# Thelonious in Action
Thelonious in Action: Recorded at the Five Spot Cafe ist ein Album von Thelonious Monk. Die Aufnahmen, die im New Yorker Club Five Spot am 7. August 1958 entstanden waren, erschienen 1958 als Langspielplatte bei Riverside Records. Erweitert um drei Titel von einer Länge über 20 Minuten, die von einem Five-Spot-Auftritt am 9. Juli 1958 stammten, erschien das Album 1988 als Compact Disc bei Original Jazz Classics.

## Hintergrund
Mit Monk auf der Bühne des legendären Five Spot Clubs spielten 1958 Johnny Griffin (Tenorsaxophon), Ahmed Abdul-Malik (Bass) und Roy Haynes am Schlagzeug. Art Blakey spielte Schlagzeug auf dem letzten der drei Bonustracks der Neuauflage. Der Mitschnitt enthält die Ersteinspielungen von Monks Kompositionen „Light Blue“ und „Coming on the Hudson“. Zusammen mit Misterioso, das auch bei den Five Spot-Konzerten im Jahr 1958 aufgenommen wurde, stellte Thelonious in Action die Quartettformel vor, die zu einem Wesensmerkmal für Monks folgende Alben werden sollte, schrieb Jack Goldstein. 2023 erschien die Edition Thelonious Monk: Complete Live at the Five Spot 1958.

## Titelliste

### Original-LP
- Thelonious Monk Quartet with Johnny Griffin – Thelonious in Action (Riverside Records – RLP 12-262)[4]

A1 	Light Blue 	5:04

A2 	Coming on the Hudson 	5:15

A3 	Rhythm-A-Ning 	9:20

A4 	Epistrophy (Theme) 	1:00
B1 	Blue Monk 	8:02

B2 	Evidence 	8:31

B3 	Epistrophy (Theme) 	1:03

### CD-Edition
- Thelonious Monk Quartet with Johnny Griffin – Thelonious in Action (Original Jazz Classics – OJCCD-103-2, Riverside Records – RLP-1190)[5]

1. Light Blue 	5:15
2. Coming on the Hudson 	5:25
3. Rhythm-A-Ning 	9:26
4. Epistrophy (Theme) 	1:04
5. Blue Monk 	8:32
6. Evidence 	8:50
7. Epistrophy (Theme) 	1:05
8. Unidentified Solo Piano 	1:53
9. Blues Five Spot 	9:54
10. In Walked Bud / Epistrophy (Theme) 	10:55

- Alle Kompositionen stammen von Thelonious Monk.

## Rezeption

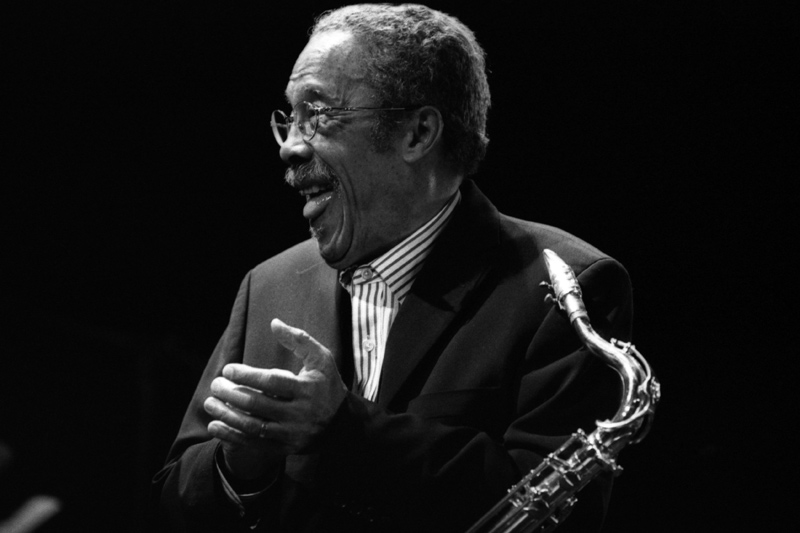
Johnny Griffin, 2007

Lindsay Planer meinte in Allmusic, „obwohl Monk in außergewöhnlicher Form ist, ist er weit davon entfernt, das einzige oder sogar hellste Licht während dieser unvergesslichen Seiten zu werfen.“ Es sei bedauerlich, dass diese Gruppe nicht für längere Zeit zusammengeblieben ist. Johnny Griffins aggressiver Performancestil enthält einen lyrischen und melodischen Unterton, der Monks sporadische Beugungen perfekt ergänze.
Nach Ansicht von Jack Goldstein werde Johnny Griffin, obwohl er vielleicht nicht der Saxophonist ist, der am häufigsten mit Monks Quartett in Verbindung gebracht wird, oft für seine Schnelligkeit gelobt und zeige hier, was er in einem langen Solo tun kann, oft in ein oder zwei vertrauten Zitaten.